# Claudio Santoro (futbolista)
Claudio Vicente Luján Santoro es un exfutbolista argentino. Jugaba como defensor y su primer equipo fue Rosario Central. Es hermano del también exfutbolista Ariel Santoro.

## Carrera
Tuvo su partido debut el 13 de septiembre de 1987, cuando Central empató en dos goles ante Platense, en cotejo válido por la tercera fecha del Campeonato de Primera División 1987-88. Continuó en el primer equipo canalla hasta mediados de 1990, siendo suplente de la dupla de marcadores centrales compuesta por Ariel Cuffaro Russo y Edgardo Bauza. Totalizó nueve presencias con la casaca auriazul.
Prosiguió su carrera en el fútbol de ascenso de España, desempeñándose en Orihuela Club de Fútbol entre 1990 y 1993. También tuvo un paso por el fútbol italiano.

## Clubes
| Club            | País      | Año       |
| --------------- | --------- | --------- |
| Rosario Central | Argentina | 1987-1990 |
| Orihuela        | España    | 1990-1993 |